# Alemania Oriental en los Juegos Olímpicos de Sarajevo 1984
Alemania Oriental estuvo representada en los Juegos Olímpicos de Sarajevo 1984 por un total de 56 deportistas que compitieron en 8 deportes.  
El portador de la bandera en la ceremonia de apertura fue el biatleta Frank Ullrich.

## Medallistas
El equipo olímpico de Alemania Oriental obtuvo las siguientes medallas:
| Nombre                                                              | Deporte               | Competición        |
| ------------------------------------------------------------------- | --------------------- | ------------------ |
| Oro                                                                 |                       |                    |
| Wolfgang Hoppe Dietmar Schauerhammer                                | Bobsleigh             | Doble M            |
| Wolfgang Hoppe Roland Wetzig Dietmar Schauerhammer Andreas Kirchner | Bobsleigh             | Cuádruple M        |
| Steffi Martin                                                       | Luge                  | Individual F       |
| Katarina Witt                                                       | Patinaje artístico    | Individual F       |
| Christa Luding-Rothenburger                                         | Patinaje de velocidad | 500 m F            |
| Karin Kania-Enke                                                    | Patinaje de velocidad | 1000 m F           |
| Karin Kania-Enke                                                    | Patinaje de velocidad | 1500 m F           |
| Andrea Ehrig-Mitscherlich                                           | Patinaje de velocidad | 3000 m F           |
| Jens Weißflog                                                       | Saltos en esquí       | Trampolín normal M |
| Plata                                                               |                       |                    |
| Frank-Peter Roetsch                                                 | Biatlón               | 20 km M            |
| Bernhard Lehmann Bogdan Musiol                                      | Bobsleigh             | Doble M            |
| Bernhard Lehmann Bogdan Musiol Ingo Voge Eberhard Weise             | Bobsleigh             | Cuádruple M        |
| Bettina Schmidt                                                     | Luge                  | Individual F       |
| Karin Kania-Enke                                                    | Patinaje de velocidad | 500 m F            |
| Andrea Ehrig-Mitscherlich                                           | Patinaje de velocidad | 1000 m F           |
| Andrea Ehrig-Mitscherlich                                           | Patinaje de velocidad | 1500 m F           |
| Karin Kania-Enke                                                    | Patinaje de velocidad | 3000 m F           |
| Jens Weißflog                                                       | Saltos en esquí       | Trampolín largo M  |
| Bronce                                                              |                       |                    |
| Matthias Jacob                                                      | Biatlón               | 10 km M            |
| Jörg Hoffmann Jochen Pietzsch                                       | Luge                  | Doble M            |
| Ute Weiß                                                            | Luge                  | Individual F       |
| René Schöfisch                                                      | Patinaje de velocidad | 5000 m M           |
| René Schöfisch                                                      | Patinaje de velocidad | 10000 m M          |
| Gabi Zange                                                          | Patinaje de velocidad | 3000 m F           |